# فتاة أمام المرآة
فتاة أمام المرآة هي لوحة رسمها بابلو بيكاسو في آذار / مارس عام 1932. تعتبر واحدة من روائعه٬ كانت اللوحة معروفة على نطاق واسع بتفسيراتها المتنوعة للحبيب والمحبوبة.

## الخلفية
بيكاسو كان متزوجا عندما التقى ب ماري-تيريز والتر الذي هي موضوع هذه اللوحة. خلال 1930 ، أصبحت موضوعه المفضل كما استخدم في هذة اللوحة الألوان والرموز لإظهار الطرق المختلفة في نظرته لها ونظرتها هي لنفسها  وهو يعتبر من نوع العمل الفني الشهواني بفن بيكاسو، الذي يحظى بنطاق واسع في ردود الفعل والتفسيرات.

## الوصف
يظهر باللوحة امرأة تنظر في المرآة ولكن صورة انعكاس المرأة مختلفة والتي تشكل أساس تلك التفسيرات . المرأة في اللوحة تظهر جميلة مع بشرة ناعمة وعيون كبيرة؛ كما أستخدم الألوان لتعزيز جمال تلك المرأة.بالنسبة للجزء الأمامي المنعكس في المرآة فقد أستخدم فيه ألوان مختارة مدمجة بألوان خام لتسليط الضوء على الفروق مابين الأصل والصورة.

## التفسيرات
نقطة كيف  يرى بيكاسو محبوبتة تمثل واحدة من التفسيرات حيث يعتبر جمالها هو موضوع اللوحة الجانب الملون بالأصفر بوجهها يمثل الأوقات السعيدة التي تقضيها مع بيكاسو، كما تمثل الألوان الزاهية أوقاتهم معاً هذا الجانب من وجهها يظهر شبابها من خلال استخدامه لمكياج كامل.
أما الانعكاس بالمرآة فهو يمثل تفسير آخر وهو كيف ترى هي نفسها. الألوان المستخدمة هنا هي الوان قاتمة كما جعل شكلها كبيراً بالسن. بدلا من السعادة المقصود هنا هو المزيد من الكراهية و التعاسة والخوف كما لو أن الشيخوخة تقترب منها كمؤشرا لخوفها من فقدان شبابها.